# Libro de Cuanu
El Libro de Cuanu es un anal hoy perdido de Irlanda, que narraba eventos del siglo V al VII. Los anales de Úlster hacen referencia a esta obra en una docena de ocasiones. Entre sus entradas destacan detalladas batallas y muertes notables. 
Se desconoce la identidad del personaje de Cuanu.
En un corto estudio, Eoghan O Mordha afirma:

Haciendo el uso de topónimos específicos como prueba en las entradas atribuidas al Libro de Cuanu, podemos argumentar que, porque las entradas, Cuanu muestra una tendencia hacia el registro de acontecimientos que ocurrieron en su mayor parte en Lagin o regiones centrales, las entradas pudieron ser escritas en algún lugar del área.